# Estado operário deformado
Na teoria política trotkista, os Estados Operários Deformados são aqueles onde a burguesia foi derrubada do poder através da Revolução Social , e onde os meios de produção foram amplamente nacionalizados trazendo benefícios para a classe operária, mas onde esta mesma classe nunca ocupou o poder político (como ocorreu na Rússia logo após a Revolução Russa ). Estes Estados Operários são deformadas porque suas estruturas políticas e econômicas foram impostas de cima (ou de fora), e onde as organizações da classe operária revolucionária foram esmagadas. Da mesma forma que um Estado Operário Degenerado, não podemos afirmar que um Estado Operário Deformado é um Estado que está em transição para o socialismo.
O conceito de Estado Operário Deformado foi desenvolvido pelos teóricos da Quarta Internacional após a Segunda Guerra Mundial , quando a União Soviética derrotou militarmente a Alemanha nazista e criou Estados satélites noa Leste Europeu . Tomando como base o conceito de Leon Trotsky  de que a União Soviética era um  Estado Operário Degenerado , o III Congresso Mundial da Quarta Internacional em 1951, descreveu os novos regimes como Estados Operários Deformados. E como tarefa mostrou que ao invés de defender uma revolução social, como nos países capitalistas, a Quarta Internacional deve defender a revolução política para derrubar a burocracia stalinista na União Soviética (que foi degenerado) e nos estados-tampão . 
Esta abordagem é defendida pelas correntes trotskistas Quarta Internacional reunificada e pelo Comitê por uma Internacional dos Trabalhadores . A Liga para a Quinta Internacional argumenta que os estados da Europa Oriental são Estados Operários Degenerados, e que se tornaram  degenerados desde o nascimento.
As correntes que romperam com a Quarta Internacional antes de 1948 por causa de divergências com Trotsky sobre o caráter de Estado da  União Soviética tendem a discordar com esta interpretação e adotaram teorias que descrevem os estados stalinistas do pós-guerra como sendo Capitalista de Estado  ou Coletivista Burocrático .